# イガ・シフィオンテク
イガ・ナタリア・シフィオンテク（ポーランド語: Iga Natalia Świątek, [ˈiɡa ˈɕfʲɔntɛk]; 2001年5月31日 - ）は、ポーランド・ワルシャワ出身の女子プロテニス選手。WTAツアーでシングルス24勝、WTAランキング自己最高位はシングルス1位、ダブルス29位。右利き、バックハンド・ストロークは両手打ち。
ポーランド人選手初のグランドスラム優勝者。グランドスラム6勝、WTA1000トーナメント11勝。パリオリンピック銅メダリスト。

## 選手経歴

### ジュニア時代
父はソウルオリンピックに出場したこともある元ボート競技者で、子供たちにも競技者になってほしいという思いと、姉が先に始めていたことから、5歳でテニスを始める。ジュニア時代はキャティ・マクナリーと組んだ2018年全仏オープンジュニア女子ダブルスと2018年ウィンブルドン選手権ジュニア女子シングルスで優勝した。また、ポーランド代表としてジュニアフェドカップや2018年ブエノスアイレスユースオリンピックのダブルスも制している。

### 2016-18年 ITF7度の決勝進出
2016年よりITF女子ワールドテニスツアーでプレーし、15歳で3回優勝。2018年末までに7回進んだ決勝では無敗。

### 2019年 ツアー初の決勝進出
2019年からWTAツアーのみに絞り、年始のハイネケン・オープンは予選落ちしたが、2019年全豪オープンの予選を突破して四大大会でWTAツアーデビューとなり、初白星も挙げた。その後は本選出場当落線上にいたが、4月のレディース・オープン・ルガーノで決勝進出のブレークスルーを見せ、17歳でトップ100入り。2019年全仏オープンは4回戦まで進出した。その後は元世界1位のキャロライン・ウォズニアッキを下したロジャーズ・カップの3回戦が最高だが、8月19日付のランキングで49位を記録してトップ50入りを果たしている。足の手術を受けるため、早めにシーズンを終えた。年間最終ランキングは61位。

### 2020年 GS初制覇
2020年は全豪オープンで4回戦進出。3月より新型コロナウイルス感染症流行の影響でツアーが中断されたのち、再開後の全米オープンは3回戦まで。続くクレーコートシーズン、BNLイタリア国際は初戦敗退だったが、全仏オープンでは初戦で第15シードのマルケタ・ボンドロウソバを下すと、4回戦で第1シードのシモナ・ハレプをも圧倒し、勢いそのままに決勝では同年全豪覇者のソフィア・ケニンを6-4, 6-1で破り、ツアー初優勝にしてグランドスラム初優勝を成し遂げた。グランドスラム制覇はポーランド人選手として初、同大会女子の10代優勝は1997年のイバ・マヨリ以来23年ぶり、ノーシード優勝は2017年のエレナ・オスタペンコ以来史上2人目の快挙である。また、ダブルスではベスト4に入った。そのままシーズンを終え、年間最終ランキングは17位。

### 2021年 WTA初優勝・全仏ダブルス準優勝・世界4位
2021年全豪オープンも4回戦進出。続くアデレード国際では失セット0で決勝進出を果たすと、決勝でも第2シードのベリンダ・ベンチッチ相手に6-2, 6-2の完勝を収め、優勝した。
2021年5月に行われたBNLイタリア国際では、準々決勝ではエリナ・スビトリナに6-2, 7-5、準決勝ではコリ・ガウフに7-6(3),  6-3で勝利し、1日2試合を制した。そして続く決勝では同大会2019年優勝・前年準優勝のカロリナ・プリスコバ相手に6-0, 6-0のダブルベーグルで完勝し、自身初のWTA1000優勝を果たした。この優勝により5月17日付のランキングで9位を記録。自身初のトップ10入りを果たした。
ディフェンディングチャンピオンとして挑んだ全仏オープンは、順調に勝ち進みベスト8入りするも、準々決勝でマリア・サッカリに4-6,4-6のストレートで敗れ、連覇はならなかった。また、ダブルスにおいても、第1シードのエリーズ・メルテンス/謝淑薇らを破って決勝に進出する強さを見せたが、決勝では第1シードで本大会単覇者のバルボラ・クレイチコバ擁するペアに屈し、準優勝に留まった。なお、この結果でダブルスでもトップ50入り。
東京オリンピックに出場し、39年前の父親と親子二代にわたるオリンピアンとなった。シングルスは2回戦敗退、混合ダブルスはベスト8。
ウィンブルドン選手権と全米オープンで4回戦進出。WTAファイナルズに初出場した。

### 2022年 全米初優勝・37連勝・世界1位
2022年シーズンはまず全豪オープンでベスト4まで駒を進めると、2月のカタール・トータル・オープンで今季初優勝。以降シングルスで連戦連勝の快進撃を見せ、BNPパリバ・オープンとマイアミ・オープンで連続優勝する"サンシャイン・ダブル"を史上最年少で達成。4月4日に、アシュリー・バーティの引退に伴い世界1位に就く形となったが、一気に名実ともにナンバーワンとなった。クレーシーズンでも勢いは止まらず、BNLイタリア国際で優勝して全仏オープンに乗り込み、6大会連続・全仏2度目の優勝を果たした。この時点で破竹の35連勝となり、ビーナス・ウィリアムズが保持していたWTAの連勝記録に並んだ。グラスシーズンは、クレーシーズン途中から言及していた肩の違和感で前哨戦を欠場し、ウィンブルドン選手権は1回戦勝利で記録を更新したが、3回戦で敗れ、歴代最長記録となる連勝は37で止まった。
その後は3大会で4勝4敗とやや調子を落としたかに見られたが、全米オープンではオンス・ジャバーを6-2, 7-6(5)で降し初優勝。ハードコートの全米で優勝したことで、「限界はないということを確認できたようにも思う」と話した。続くオストラヴァ・オープンは準優勝、その次の南カリフォルニア・オープンで優勝。WTAファイナルズはベスト4だった。最終的に、年間最終ランキング1位、8大会優勝、マッチ68勝の圧倒的な成績を記録し、WTA年間最優秀選手を初受賞した。

### 2023年 全仏優勝・6大会優勝
全豪オープンはベスト16に留まったが、2月のカタール・トータル・オープンで1勝目をあげた。その後、3年ぶりに優勝した全仏オープンまでに、6大会で2優勝・2準優勝の好成績を記録した。ウィンブルドン選手権はベスト16。7月のポーランド・オープンでは、全ストレート勝ちの凱旋優勝を遂げた。全米オープンがベスト16に終わり、大会後の世界ランキングでアリーナ・サバレンカに1位を譲ることとなった。しかし、10月の中国オープンで優勝。WTAファイナルズでは、準決勝のサバレンカ戦も含めてすべてストレート勝ちを収めて優勝し、女王の座を取り戻した。

### 2024年 全仏オープン3連覇・オリンピック銅メダル
年始のユナイテッド・カップでは、個人として全勝の活躍でチームの準優勝に貢献し、大会MVPに選ばれた。カタール・トータル・オープンで3連覇を達成。BNPパリバ・オープンで2年ぶりの優勝。クレーシーズンには、マドリード・オープンで決勝・サバレンカ戦を3時間以上にわたる死闘の末優勝、イタリア国際を全ストレート勝ちで制すると、全仏オープンも失セットわずか1の強さの圧倒的な強さを見せ、WTA史上3人目となる大会3連覇を成し遂げた。イタリア国際勝利で通算優勝数が21に達し、ポーランド選手として歴代最多となった。
パリオリンピックもローラン・ギャロスでの開催となり、勝ち進んだが、準決勝で鄭欽文に敗れた。それでも3位決定戦ではアンナ・カロリナ・シュミエドロバに6-2, 6-1で勝利し、ポーランド選手として初の銅メダルを獲得した。全米オープンはベスト16。後半戦は決勝に到達する大会なく、10月後半には再びサバレンカに1位を明け渡した。WTAファイナルズはラウンドロビン敗退となり、年末順位を2位で終えた。

### 2025年 ウィンブルドン初優勝
ユナイテッド・カップでは個人として4勝1敗の成績で、2年連続の準優勝だった。全豪オープンはベスト4。その後の大会ではほとんどがベスト16以上だが、決勝まで進むことはなかった。全仏オープンでも準決勝でサバレンカに敗れ、4連覇はならず、連勝記録は26で止まった。大会後のランキングで、3年ぶりにトップ5陥落となった。それでも、グラスシーズンに入ると、ハンブルク・オープンで久々の決勝進出。続くウィンブルドン選手権でも決勝に進むと、決勝ではアマンダ・アニシモバ相手に6-0, 6-0の衝撃的なスコアで完勝し、初優勝を果たした。57分で成し遂げた決勝での"ダブルベーグル"は、大会ではオープン化以降初、グランドスラム全体でも37年ぶりの出来事だった。

## プレースタイル
アグレッシブなオールラウンダー。ウィナーとアンフォーストエラーを量産する。クレーにおける自身の武器を「ビッグサーブ、トップスピン、バックハンド」としている。2020年全仏オープンにおいて、フォアハンドストロークの最高球速は参加者中2番目の127 km/hに達し、スピン量も3,453 rpmと、ラファエル・ナダルに匹敵する多さだった。バックハンドの最速122 km/hは、男子最速のドミニク・ティエムに並ぶ速さだった。
タッチ技術も高く、ダブルスの経験からボレーが優れていることもさることながら、ベースラインからのドロップを不意打ちで出すなど戦術の幅も広く、このショットは2019WTAショット・オブ・ザ・イヤーに選出された。

## 人物
メンタルヘルス問題を重視しており、2021年には50,000ドルを、2022年にはオストラヴァ・オープンの獲得賞金全額を世界メンタルヘルスデーに寄付することを公表している。
趣味は読書と音楽視聴。読書は、アガサ・クリスティやジョージ・オーウェル、アレクサンドル・デュマ・ペールなどを好み、本は大会への集中とスマホ過剰使用を抑制する効果があるとしている。音楽はロック好きで、ピンク・フロイドやABBA、AC/DCのファンである。

## WTAツアー決勝進出結果

### シングルス: 29回 (24勝5敗)
| 大会グレード                  |
| ----------------------------- |
| グランドスラム (6–0)          |
| WTAファイナルズ (1–0)         |
| WTA1000トーナメント (11–2)    |
| WTAエリート・トロフィー (0–0) |
| WTA500トーナメント (5–2)      |
| WTA250トーナメント (1–1)      |

| 結果   | No. | 決勝日         | 大会                 | サーフェス    | 対戦相手               | スコア             |
| ------ | --- | -------------- | -------------------- | ------------- | ---------------------- | ------------------ |
| 準優勝 | 1.  | 2019年4月14日  | ルガーノ             | クレー        | ポロナ・ヘルツォグ     | 3-6, 6-3, 3-6      |
| 優勝   | 1.  | 2020年10月10日 | 全仏オープン         | クレー        | ソフィア・ケニン       | 6-4, 6-1           |
| 優勝   | 2.  | 2021年2月27日  | アデレード           | ハード        | ベリンダ・ベンチッチ   | 6-2, 6-2           |
| 優勝   | 3.  | 2021年5月16日  | ローマ               | クレー        | カロリナ・プリスコバ   | 6-0, 6-0           |
| 優勝   | 4.  | 2022年2月27日  | ドーハ               | ハード        | アネット・コンタベイト | 6-2, 6-0           |
| 優勝   | 5.  | 2022年3月21日  | インディアンウェルズ | ハード        | マリア・サッカリ       | 6-4, 6-1           |
| 優勝   | 6.  | 2022年4月3日   | マイアミ             | ハード        | 大坂なおみ             | 6-4, 6-0           |
| 優勝   | 7.  | 2022年4月24日  | シュトゥットガルト   | クレー (室内) | アリーナ・サバレンカ   | 6-2, 6-2           |
| 優勝   | 8.  | 2022年5月15日  | ローマ               | クレー        | オンス・ジャバー       | 6-2, 6-2           |
| 優勝   | 9.  | 2022年6月4日   | 全仏オープン         | クレー        | コリ・ガウフ           | 6-1, 6-3           |
| 優勝   | 10. | 2022年9月11日  | 全米オープン         | ハード        | オンス・ジャバー       | 6-2, 7-6(7-5)      |
| 準優勝 | 2.  | 2022年10月10日 | オストラヴァ         | ハード (室内) | バルボラ・クレイチコバ | 7-5, 6-7(4-7), 3-6 |
| 優勝   | 11. | 2022年10月17日 | サンディエゴ         | ハード        | ドナ・ベキッチ         | 6-3, 3-6, 6-0      |
| 優勝   | 12. | 2023年2月19日  | ドーハ               | ハード        | ジェシカ・ペグラ       | 6-3, 6-0           |
| 準優勝 | 3.  | 2023年2月26日  | ドバイ               | ハード        | バルボラ・クレイチコバ | 4-6, 2-6           |
| 優勝   | 13. | 2023年4月23日  | シュトゥットガルト   | クレー (室内) | アリーナ・サバレンカ   | 6-3, 6-4           |
| 準優勝 | 4.  | 2023年5月7日   | マドリード           | クレー        | アリーナ・サバレンカ   | 3-6, 6-3, 3-6      |
| 優勝   | 14. | 2023年6月10日  | 全仏オープン         | クレー        | カロリナ・ムホバ       | 6-2, 5-7, 6-4      |
| 優勝   | 15. | 2023年7月31日  | ワルシャワ           | ハード        | ラウラ・シグムント     | 6-0, 6-1           |
| 優勝   | 16. | 2023年10月8日  | 北京                 | ハード        | リュドミラ・サムソノワ | 6-2, 6-2           |
| 優勝   | 17. | 2023年11月6日  | カンクン             | ハード        | ジェシカ・ペグラ       | 6-1, 6-0           |
| 優勝   | 18. | 2024年2月17日  | ドーハ               | ハード        | エレーナ・リバキナ     | 7-6(10-8), 6-2     |
| 優勝   | 19. | 2024年3月17日  | インディアンウェルズ | ハード        | マリア・サッカリ       | 6-4, 6-0           |
| 優勝   | 20. | 2024年5月4日   | マドリード           | クレー        | アリーナ・サバレンカ   | 7-5, 4-6, 7-6(9-7) |
| 優勝   | 21. | 2024年5月18日  | ローマ               | クレー        | アリーナ・サバレンカ   | 6-2, 6-3           |
| 優勝   | 22. | 2024年6月8日   | 全仏オープン         | クレー        | ジャスミン・パオリーニ | 6-2, 6-1           |
| 準優勝 | 5.  | 2025年6月28日  | バート・ホンブルク   | 芝            | ジェシカ・ペグラ       | 4-6, 5-7           |
| 優勝   | 23. | 2025年7月13日  | ウィンブルドン       | 芝            | アマンダ・アニシモバ   | 6-0, 6-0           |
| 優勝   | 24. | 2025年8月19日  | シンシナティ         | ハード        | ジャスミン・パオリーニ | 7-5, 6-4           |

## 4大大会シングルス成績
略語の説明
| W | F | SF | QF | #R | RR | Q# | LQ | A | Z# | PO | G | S | B | NMS | P | NH |

W=優勝, F=準優勝, SF=ベスト4, QF=ベスト8, #R=#回戦敗退, RR=ラウンドロビン敗退, Q#=予選#回戦敗退, LQ=予選敗退, A=大会不参加, Z#=デビスカップ/BJKカップ地域ゾーン, PO=デビスカップ/BJKカッププレーオフ, G=オリンピック金メダル, S=オリンピック銀メダル, B=オリンピック銅メダル, NMS=マスターズシリーズから降格, P=開催延期, NH=開催なし.
| 大会           | 2019 | 2020 | 2021 | 2022 | 2023 | 2024 | 2025 | 通算成績 |
| -------------- | ---- | ---- | ---- | ---- | ---- | ---- | ---- | -------- |
| 全豪オープン   | 2R   | 4R   | 4R   | SF   | 4R   | 3R   | SF   | 22–7     |
| 全仏オープン   | 4R   | W    | QF   | W    | W    | W    | SF   | 40–3     |
| ウィンブルドン | 1R   | NH   | 4R   | 3R   | QF   | 3R   | W    | 18–5     |
| 全米オープン   | 2R   | 3R   | 4R   | W    | 4R   | QF   |      | 20–5     |